# استانیسلاو گولاب
استانیسلاو گولاب (به لهستانی: Stanisław Gołąb) (زاده ۲۶ ژوئیه ۱۹۰۲ در تراونیک-درگذشته ۳۰ آوریل ۱۹۸۰ در کراکوف) ریاضیدان اهل لهستان بود. زمینه پژوهشی او بیشتر هندسه آفین و هندسه دیفرانسیل بود. 
وی در دانشگاه یاگولونین تحصیل کرد و در سال ۱۹۳۱ با سرپرستی استانیسلاو زارمبا دانش آموخته دوره دکتری شد و در سال ۱۹۳۲ درجه شایستگی را دریافت کرد. او سپس در دانشگاه کراکوف به استادی پرداخت و در سال ۱۹۳۹ به وسیلهٔ آلمانها که لهستان را اشغال کرده بودند دستگیر شد. گولاب پس از جنگ جهانی دوم دوباره به تدریس در دانشگاه کراکوف پرداخت. 